# Nerocila trivittata
Nerocila trivittata är en kräftdjursart som beskrevs av Pieter Bleeker 1857. Nerocila trivittata ingår i släktet Nerocila och familjen Cymothoidae. Inga underarter finns listade i Catalogue of Life.